# Pittsboro, North Carolina
Pittsboro är administrativ huvudort i Chatham County i North Carolina. Orten har fått sitt namn efter William Pitt den yngre. Pittsboro hade 3 743 invånare enligt 2010 års folkräkning.

## Kända personer från Pittsboro
- Charles Manly Stedman, politiker